# 버스 동호인
버스 동호인이란 버스에 대한 관심과 열정이 많고 좋아하는 사람들을 뜻한다. 철도 동호인과 함께 대중교통을 좋아하는 대중교통 동호인 중에 한 분야이며 버스 동호인들끼리 모여서 다음이나 네이버와 같은 포털 사이트들에 카페를 만들기도 한다. 그 외에 버스 동호인을 버덕, 버스 매니아, 버스 팬, 버스 애호가, 버스 동아리 등으로 부르기도 한다.

## 버스 동호인의 분류
버스 동호인에는 다음과 같은 분류가 있다.

### 사진 및 동영상 촬영
버스에 대한 사진과 동영상을 주로 촬영하는 사람들이다.

### 모형 수집
버스에 대한 모형을 수집하거나 만드는 일을 주로 하는 사람들이다.

### 버스 보존
버스로서 수명이 다되어 퇴역한 차량들을 모아서 보존하는 사람들이다.

### 여행
버스를 통한 여행을 즐기고 취미로 삼는 사람들이다. 대표적으로 시내버스 여행이 여기에 포함이 된다.

## 같이 보기
- 버스
- 대중교통
- 시내버스 여행
- 철도 동호인